# 乌陵与土明
烏陵與土明 (希伯來語：אוּרִים וְתּוּמִים（Urim vəTummim）英語：Urim and Thummim；阿拉伯語：اوريم وتميم, Ūrīm waṮummīm），原意分別為“光明”和“完全”，引申意義為“啟示和真理”，是古代希伯來人在遇到問題或難處時，用以顯明上帝旨意的一種預言媒介。
耶穌基督後期聖徒教會認為為現代的耶穌基督後期聖徒教會也用它來翻譯古代經書，例如摩爾門經。

## 在圣经中
希伯来圣经中最早提及乌陵与土明是在出埃及记28章30节，说到大祭司亚伦进到耶和华面前的时候，要常将以色列人的决断的胸牌带在胸前，乌陵和土明就放在决断的胸牌里。许多学者相信乌陵与土明 最初是和其他的宝石一同放在犹太大祭司圣衣前的胸牌里

### 基督教观点
有人认为乌陵与土明 就是拈阄的另一个名称，或是抽籤

## 非圣经参考

### 耶穌基督後期聖徒教會
乌陵与土明在耶穌基督後期聖徒教會中扮演重要的角色。约瑟·斯密曾使用过它们，根据它们翻译了耶穌基督後期聖徒教會。传说斯密还通过它们得到了神圣的启示，写成了《教义和圣约》和圣经约瑟·斯密译本的一部分。许多约瑟·斯密身边的人见过乌陵与土明；但此外只有奥立弗·考得利一个人尝试使用它们得到过启示（Section 9）. 
马丁·哈里斯根据查尔斯·安森的回忆，认为乌陵与土明是一副巨大的黄金眼镜，每个镜头可以用用两只眼睛来看。"安森事件"
LDS 圣经辞典将乌陵与土明定义为"一种上帝预备的工具，帮助人们从上帝得到启示并翻译成语言。" 在摩尔门经中先知the Brother of Jared和Mosiah都使用名为"解释者"的设备为人们得到启示。教义和圣约 （页面存档备份，存于）阐明解释者确实是根据乌陵与土明。摩尔门教中乌陵与土明由先知使用，尽管耶穌基督後期聖徒教會承认任何一个有预言的恩赐者都能不时预卜未来。

### 通俗文化
在通俗文学中，寻宝人寻找乌陵与土明构成了约翰·贝莱尔的小说《巫师幽灵的复仇》的中心情节，显然故意亵渎了亞瑟·柯南·道爾的短篇小说《犹太胸牌》。
在比尔·梅耶的基督教小说《上帝的面孔》中，丹尼尔·劳森牧师为了听见上帝的声音，和恐怖分子易卜拉欣·马吉德竞相发现旧约中提及的乌陵与土明，和大祭司的胸牌上的12块宝石。
有人认为，对乌陵与土明的描述证实了古代太空人。
在保罗·克尔霍的小说煉金术士（《牧羊少年奇幻之旅》）中，一位老人自称是撒冷国王，给主角圣地亚哥“小男孩”两块石头，一块白色，一块黑色，并告诉他这就是乌陵与土明。他继续说这些石头能用来决断，黑色意味“是”而白色意味“否”。这位老人戴着华丽的金色胸牌，石头在在给圣地亚哥之前已经睡眠。

耶鲁大学徽章

## 在大學中
耶魯大學的校長Ezra Stiles（任期1778年－1795年）為該校設計的盾形徽章上，裝飾有希伯來語的“烏陵與土明”（אורים ותמים），下面是拉丁語譯文“Lux et Veritas”"光明與真理"。
“Lux et Veritas”也是印第安納大學和蒙大拿大學的格言。

## 关于乌陵和土明的经文

### 希伯来经书
- 出埃及记 28:30 - 你又要将乌陵和土明放在决断的胸牌里；亚伦进到耶和华面前的时候，要带在胸前，在耶和华面前常将以色列人的决断牌带在胸前。
- 利未记 8:8 （页面存档备份，存于） - 又给他戴上胸牌，把乌陵和土明放在胸牌内
- 申命记33:8 （页面存档备份，存于） - 论利未说：耶和华阿，愿你的土明和乌陵都在你的虔诚人那里；你在玛撒曾试验他，在米利巴水曾与他争论。
- 以斯拉记 2:63 （页面存档备份，存于） - 省长对他们说，不可吃至圣的物，直到有用乌陵和土明决疑的祭司兴起来。
- 尼希米记 7:65 - 省长对他们说，不可吃至圣的物，直到有用乌陵和土明决疑的祭司兴起来。

### 摩尔门经书
- 教义和圣约 10:1 （页面存档备份，存于）
- 教义和圣约 17:1 （页面存档备份，存于）
- 教义和圣约 130:8-10 （页面存档备份，存于）
- 亚伯拉罕 3:1-4 （页面存档备份，存于）
- 约瑟·斯密历史 1:35-62 （页面存档备份，存于）